# 2015年人马座新星
2015年人马座新星是澳大利亚天文爱好者John Seach于2015年3月15日发现的一颗新星，位于人马座的箕宿二附近。发现时视星等6.0，编号为PNV J18365700-2855420。